# ダニエル・サイモン
ダニエル・サイモン（英: Daniel Simon、男性、1975年 - ）は、ドイツのコンセプトデザイナー。

## 概要
自動車のデザイン、映画に登場するモビリティを多数手掛けている。同じ路線のデザイナーとしてはシド・ミードの後継者と目される事もあるデザイナーである。プロダクトデザインの業界で注目されているデザイナーの一人である。

## 経歴

### 自動車デザイナーとしてのキャリア
- 1997年にプフォルツハイム大学の交通デザイン学科を卒業。

- 2000年にランボルギーニとセアトで研修を行い、2001年にフォルクスワーゲン・デザインセンターに入社。ブガッティとフォルクスワーゲンのジュニア・コンセプトデザイナーとして勤める。

- 2004年にフォルクスワーゲンのシニアデザイナーに昇格。

- 2005年にシニアデザイナーを退職し、独立。後にカリフォルニアとブラジルで架空ブランド「コズミックモーターズ」のレーベル制作を行い、2007年に作品集「コズミックモーターズ」を出版。
- 2007年にブガッティのシニアコンセプトデザイナーとして務める。

- 2011年にF1新興チームであるヒスパニア・レーシング・F1チームのコンセプトデザイナーに就任し、ヒスパニア・F111のカラーリングデザインを手がける。

- 2012年にロータスのLMP2クラス専用レースカー、ローラB12/80のカラーリングデザインを手掛ける。
- 2013年に「ザ・タイムレス・レーサー」を出版。
- 2014年にポルシェのレストモッドをする、シンガー・ヴィークル・デザインにてシンガーDLSの外装、内装、機関をデザイン。
- 2020年にロボレースのチーフデザインを担当。
- 2022年にEVメーカー「Arrival」の経営者補佐に就任。

### コンセプトデザイナーとしてのキャリア
- 2008年に「トロン: レガシー」の車両デザインを手掛ける。

- 2009年に「キャプテン・アメリカ/ザ・ファースト・アベンジャー」の車両デザインを手がける。

- 2012年に「オブリビオン」の劇中に登場する小型飛行艇「バブルシップ」のコンセプトデザインを手掛ける。
- 2018年に「トップガン　マーヴェリック」の劇中に登場する「X-72 ダークスター」のデザインを手掛ける。

## 特徴
彼の作品の特徴には次のようなことが挙げられる。

### 架空の世界ならではの不可能を可能にするデザイン。
彼の手掛けた作品の特徴として、細部まで作り込まれたディティールがある。
例えば、書籍「ザ・タイムレス・レーサー」での自動車の例で挙げると、ヘッドランプ、アンテナ、エンジン、足回りのアーム類のように、見える部分はもちろんだが、見えない部分までこだわりを持って作り込まれている。このような作業は、実際の車両の構造について理解していることが必要不可欠である。また、「トップガン　マーヴェリック」に登場する「X-72　ダークスター」のデザインの際には、航空機メーカーのロッキード・マーティンの協力のもとリアリティが追求された。
そうした細かい拘りの積み重ねによって、作品を見る者が実際に動きそうだと感じることができ、SF映画等においても映画そのものの説得力を高めている。

## 作品
出版
- コズミックモーターズ(2007年)
- ザ・タイムレス・レーサー(2013年)

映画への参加
- トロン: レガシー(2010年)　車両デザイン
- キャプテン・アメリカ/ザ・ファースト・アベンジャー(2011年)　車両デザイン
- オブリビオン(2013年)　劇中に登場する小型飛行艇「バブルシップ」のデザイン
- トップガン・マーヴェリック(2022年)　劇中に登場する「X-72 ダークスター」のデザインを手掛ける。

その他
- ヒスパニアレーシング(2011年)
- ロータス(2012年)